# Juri Michailowitsch Klimow
Juri Michailowitsch Klimow (russisch Юрий Михайлович Климов; * 22. Juli 1940 in Syktywkar; † 17. Oktober 2022) war ein sowjetischer bzw. russischer Handballspieler und -trainer.

## Karriere
Sein Vater arbeitete in der geologischen Erkundung und seine Mutter in der Minenverwaltung. Juri Klimow begann mit Gymnastik und spielte später Volleyball. Nachdem er 1957 sein Diplom erhalten hatte, ging Juri auf Drängen seiner Eltern nach Leningrad, um sich am Militärmechanischen Institut einzuschreiben, das Personal für die Rüstungsindustrie ausbildete. Auf dem Weg dorthin traf er einen Klassenkameraden, der ihn davon überzeugte, sich stattdessen am Polytechnischen Institut einzuschreiben, was Klimow auch am letztmöglichen Tag tat. Nachdem er nicht in der ersten Volleyballmannschaft aufgenommen und nur in der dritten Mannschaft eingeplant worden war, versuchte er sich auf Anraten eines Freundes im Winter 1958 in dem bis dahin in der Sowjetunion relativ unbekannten Handballsport. Sofort wurde er in die Universitätsmannschaft aufgenommen, die sich über Stadtmeisterschaften für die nationalen Titelkämpfe qualifizieren musste. Mit „Polytechnik“ nahm er schließlich an den sowjetischen Meisterschaften teil, wo er einer der besten Torschützen wurde und überregional auf sich aufmerksam machte.
Der Meister Burewestnik Tiflis holte ihn 1964 in seine Mannschaft und nahm mit ihm am Europapokal der Landesmeister 1964/65 teil. Nachdem man im Viertelfinale nach Gleichstand in der Addition aufgrund eines Münzwurfs ausgeschieden war, wollte Tiflis ihn fest verpflichten. Der SK Kunzewo bot ihm sogar eine Scheinehe an. Neben Kunzewo Moskau war auch MAI Moskau interessiert. Letztere boten ihm einen Postgraduiertenabschluss an. Mit dem Team des Luftfahrtinstituts gewann er 1965 seine erste sowjetische Meisterschaft, 1968, 1970, 1971, 1972, 1974 und 1975 folgten weitere sowie 1977 der sowjetische Pokal. Im Europapokal der Landesmeister 1972/73 besiegte die Mannschaft im Endspiel Partizan Bjelovar und im Europapokal der Pokalsieger 1976/77 den SC Magdeburg.
Bereits 1963 gab er sein Debüt in der sowjetischen Nationalmannschaft. Ein Jahr darauf nahm er an der Weltmeisterschaft 1964 teil, wo das Team den fünften Platz belegte. Bei der Weltmeisterschaft 1967 wurde man Vierter, bei der Weltmeisterschaft 1970 Neunter. Bei den Olympischen Spielen 1972 in München erreichte er den fünften Platz. Dafür wurde er mit dem Orden des roten Banners ausgezeichnet. Nach dem fünften Platz bei der Weltmeisterschaft 1974 trat er zunächst aus der Nationalmannschaft zurück, wurde aber überredet, an den Olympischen Spielen 1976 in Montreal teilzunehmen. Dort warf der Mannschaftskapitän zwölf Tore in sechs Spielen und errang mit der Sowjetunion die Goldmedaille. Für diesen Erfolg erhielt er die Auszeichnung Verdienter Meister des Sports der UdSSR. Bei der Weltmeisterschaft 1978 gewann er mit der Auswahl die Silbermedaille. Insgesamt bestritt er 173 Länderspiele.
Nach dem Ende seiner Spielerlaufbahn im Jahr 1978 wurde er Assistenztrainer bei der sowjetischen Juniorennationalmannschaft und den Männern. 1979 gewannen die Junioren die U-21-Weltmeisterschaft und 1982 die Männer die Weltmeisterschaft. Für seine Leistungen als Trainer erhielt er die Auszeichnung Verdienter Trainer der UdSSR (Заслуженный тренер СССР).
1986 übernahm er den deutschen Bundesliga-Aufsteiger TSV Milbertshofen, mit dem er in den folgenden beiden Jahren den fünften und den elften Platz in der Bundesliga belegte. Mit dem österreichischen HC Bruck gewann er nach der Vizemeisterschaft 1996 ein Jahr darauf die österreichische Meisterschaft. Nach Stationen in Italien beim SC Meran und bei der CSG Erlangen kehrte er 2001 zunächst nach Russland zurück. In der Saison 2004/05 trainierte er die Frauen von Hypo Niederösterreich, mit denen er Meisterschaft und Pokal gewann.
Mit der iranischen Männer-Handballnationalmannschaft gewann er die Bronzemedaille bei den Asienspielen 2006.